# Lakewood (Nueva Jersey)
Lakewood es un lugar designado por el censo ubicado en el condado de Ocean, en el estado estadounidense de Nueva Jersey. Según el censo de 2020, tiene una población de 69,398 habitantes.

## Geografía
Lakewood se encuentra ubicado en las coordenadas 40°5′47″N 74°12′59″O / 40.09639, -74.21639.

## Demografía
Según la Oficina del Censo en 2000 los ingresos medios por hogar en la localidad eran de $30,769 y los ingresos medios por familia eran $32,748. Los hombres tenían unos ingresos medios de $35,672 frente a los $24,265 para las mujeres. La renta per cápita para la localidad era de $11,802. Alrededor del 29.1% de la población estaba por debajo del umbral de pobreza.